# Petar Rajič
Petar Antun Rajič (Toronto, 12 de junho de 1959) é um diplomata e prelado canadense da Igreja Católica, núncio apostólico na Itália e São Marino.

## Biografia
É nascido de uma família de croatas oriundos da Bósnia e Herzegovina imigrantes no Canadá. Estudou bacharelado em artes na Faculdade de Estudos Urbanos da Universidade de Toronto, entre 1978 e 1982. Depois, foi estudar teologia e filosofia no Seminário Interdiocesano de Sarajevo, onde concluiu seus estudos em 1987. Foi ordenado padre em 29 de junho de 1987, por Pavao Žanić, bispo de Mostar-Duvno, sendo incardinado na diocese de Trebinje-Mrkan.
Após a ordenação, foi pároco assistente da paróquia Nossa Senhora Rainha da Croácia em Toronto, onde permaneceu até 1989. Dali seguiu para a Faculdade de Direito Canônico da Pontifícia Universidade Lateranense de Roma e para a Pontifícia Academia Eclesiástica, onde se formou em 1993. Entrou para o serviço diplomático da Santa Sé em 1 de julho de 1993, e posteriormente serviu nas Representações Pontifícias no Irã (1993-1996), na Lituânia (1996-1998) e na Seção de Assuntos Gerais da Secretaria de Estado (1998-2009).
É fluente em inglês, croata, italiano, francês e português.
Em 2 de dezembro de 2009, o Papa Bento XVI o nomeou núncio apostólico para o Bahrein, Kuwait e Catar e delegado apostólico para a Península Arábica, sendo consagrado como arcebispo-titular de Sarsenterum em 23 de janeiro de 2010, na Catedral de Mostar, pelas mãos de Tarcisio Bertone, S.D.B., Cardeal Secretário de Estado, coadjuvado por Vinko Puljić, cardeal arcebispo de Vrhbosna e por Ratko Perić, bispo de Mostar-Duvno-Trebinje-Mrkan. Em 27 de março de 2010, foi nomeado para também ser o núncio apostólico junto ao Iêmen e aos Emirados Árabes Unidos.
Em 15 de junho de 2015, o Papa Francisco o transferiu para as nunciaturas de Angola e São Tomé e Príncipe. Ali, desenvolveu várias atividades pastorais, visitando diversas paróquias, interagindo com os fiéis e constatando as condições existentes nas mais variadas comunidades religiosas locais. Também encorajou, por exemplo, o executivo angolano a materializar os programas que visavam mitigar os efeitos da seca que afetava a região sul de Angola. Trabalhou num acordo entre a Santa Sé e Angola, centrado sobretudo nas transmissões da emissora católica Rádio Ecclesia e no estado do santuário de Muxima. Durante muitos anos, as emissões da Rádio Ecclesia, que reportava fatos indesejáveis ao governo, especialmente sobre a guerra civil na província de Cabinda, tinham sido autorizadas apenas na região de Luanda. O acordo foi o primeiro passo para o reconhecimento pelo Estado da personalidade jurídica da Igreja Católica, que ocorreu em 2019.
Em 15 de junho de 2019, foi transferido para a nunciatura da Lituânia e, em 6 de agosto, foi nomeado também para as nunciaturas da Estônia e Letônia.
Em 11 de março de 2024, foi transferido para a nunciatura da Itália e São Marino.